# Edin-Ådahl
Edin-Ådahl foi uma banda sueca de música cristã contemporânea que existiu entre 1977 e 1994. Era formada pelos irmãos  Bertil & Lasse Edin e  Simon & Frank Ådahl. O grupo ficou conhecido na Europa pelo seu êxito na Suécia em 1990 "Som en vind" ("Como um vento"). Venceram o Melodifestivalen em 1990 e classificaram-se em 16.º lugar no Festival Eurovisão da Canção 1990. No ano seguinte (1991), classificaram-se em segundo lugar no Melodifestivalen. Simon Ådahl participou em 1995 juntamente com  Lasse Edin. Outra canção, "Revival", atingiu o #3 nos top sueco de rádio.
Os seus álbuns em inglês tinham uma qualidade semelhante aos publicados em sueco , mas tinham uma distribuição deficiente e tinham umas letras indigentes.
Frank Ådahl foi a voz de Simba na versão sueca do filme de animação The Lion King ( Rei Leão. Dois dos irmãos lançaram álbuns a solo pela editora Refuge em 1985.  Bertil Edin lançou  Cross The Border, e Simon Ådahl I'm In Touch. Lasse Edin formou a banda The Outsiders em 1990.

## Discografia

### Álbuns emsueco
- Edin-Ådahl, (Prim) 1980
- Alibi, (CBS/Royal) 1982
- Maktfaktor, (Royal) 1983
- Tecken, (Prim) 1986
- Big Talk, (Royal/Cantio) 1989
- Into My Soul, (Cantio) 1990
- Reser Till Kärlek, (Cantio) 1991
- Kosmonaut Gagarins Rapport, (Viva) 1992
- Minnen: 1980—1992, (Viva) 1994)
- Komplett, (Media Point) 2009 (compilação)

### Álbuns em inglês
- Alibi, (Refuge) 1983
- X-Factor, (Refuge) 1984
- Miracle, (Refuge) 1987
- Big Talk, (Royal Music/Refuge) (1989)
- Into My Soul, (Alarma World Music) (1990)
- Revival, (Alarma World Music/Cantio) (1991)